# Lloyd Bentsen
Lloyd Millard Bentsen Jr. (ur. 11 lutego 1921 w Mission w Teksasie, zm. 23 maja 2006 w Houston w Teksasie) – amerykański prawnik, ekonomista i polityk związany z Partią Demokratyczną.
Studiował prawo na University of Texas w Austin. Studia ukończył w 1942 roku i tego samego roku został przyjęty do palestry.
W latach 1942–1945 podczas II wojny światowej był pilotem w Siłach Powietrznych Stanów Zjednoczonych, gdzie awansował do rangi majora i został uhonorowany Zaszczytnym Krzyżem Lotniczym.
Po wojnie kontynuował karierę prawniczą najpierw w prywatnej kancelarii w McAllen, a w latach 1946–1948 jako sędzia w hrabstwie Hidalgo. W 1948 roku rozpoczął karierę polityczną gdy został wybrany do Izby Reprezentantów Stanów Zjednoczonych jako przedstawiciel stanu Teksas. Zasiadał w niej w latach 1948–1955.
Po wygaśnięciu czwartej kadencji w 1955 roku postanowił nie ubiegać się o reelekcję, lecz rozpoczął prywatną działalność gospodarczą. Po szesnastu latach powrócił do polityki i Kongresu Stanów Zjednoczonych w 1971 roku, tym razem jako członek Senatu Stanów Zjednoczonych.
W wyborach prezydenckich w Stanach Zjednoczonych w 1988 roku nieskutecznie ubiegał się o stanowisko wiceprezydenta Stanów Zjednoczonych jako kandydat Partii Demokratycznej u boku Michaela Dukakisa.
Senatorem był przez ponad 22 lata do stycznia 1993 roku, gdy ustąpił, aby objąć funkcję sekretarza skarbu Stanów Zjednoczonych w gabinecie prezydenta Billa Clintona. Funkcję tę sprawował prawie dwa lata w latach 1993–1994.
Był zwolennikiem wolnego handlu i walnie przyczynił się do wejścia w życie Północnoamerykańskiego Układu Wolnego Handlu (NAFTA), który zniósł bariery celne pomiędzy Stanami Zjednoczonymi, Kanadą i Meksykiem oraz Rundy Urugwajskiej, która umocniła Układ Ogólny w sprawie Taryf Celnych i Handlu (GATT).
Odznaczony m.in. Prezydenckim Medalem Wolności, Zaszczytnym Krzyżem Lotniczym oraz Medalem Lotniczym.